# Yttre Rävsjön
Yttre Rävsjön är en sjö i Ljusdals kommun i Hälsingland och ingår i Ljusnans huvudavrinningsområde. Sjön har en area på 0,0569 kvadratkilometer och ligger 550,5 meter över havet. Sjön avvattnas av vattendraget Voxnan.

## Delavrinningsområde
Yttre Rävsjön ingår i det delavrinningsområde (684364-143468) som SMHI kallar för Ovan 684391-143713. Medelhöjden är 563 meter över havet och ytan är 7,01 kvadratkilometer. Det finns ett avrinningsområde uppströms, och räknas det in blir den ackumulerade arean 13,49 kvadratkilometer. Voxnan som avvattnar avrinningsområdet har biflödesordning 2, vilket innebär att vattnet flödar genom totalt 2 vattendrag innan det når havet efter 233 kilometer. Avrinningsområdet består mestadels av skog (97 procent). Avrinningsområdet har 0,14 kvadratkilometer vattenytor vilket ger det en sjöprocent på 2 procent.